# Danh sách Thủ tướng Cộng hòa Dân chủ Nhân dân Triều Tiên
Dưới đây là danh sách thủ tướng của Cộng hòa Dân chủ Nhân dân Triều Tiên.

## Thủ tướng Cộng hòa Dân chủ Nhân dân Triều Tiên (từ 1948-nay)
| A#                          | I# | Tên            | Năm sinh và năm mất | Thời gian nhậm chức  | Thời gian miễn nhiệm | Đảng phái                | Lãnh đạo Nhà nước          |
| --------------------------- | -- | -------------- | ------------------- | -------------------- | -------------------- | ------------------------ | -------------------------- |
| Thủ tướng Nội các           |    |                |                     |                      |                      |                          |                            |
| 1                           | 1  | Kim Il Sung    | 1912-1994           | 9 tháng 9 năm 1948   | 28 tháng 12 năm 1972 | Đảng Lao động Triều Tiên | Kim Tu-bong Choi Yong-kun  |
| Chủ tịch Hội đồng Bộ trưởng |    |                |                     |                      |                      |                          |                            |
| 2                           | 2  | Kim Il         | 1910-1984           | 28 tháng 12 năm 1972 | 29 tháng 4 năm 1976  | Đảng Lao động Triều Tiên | Kim Il Sung                |
| 3                           | 3  | Park Sung-chul | 1912-2008           | 19 tháng 4 năm 1976  | 16 tháng 12 năm 1977 | Đảng Lao động Triều Tiên | Kim Il Sung                |
| 4                           | 4  | Li Jong-ok     | 1916-1999           | 16 tháng 12 năm 1977 | 27 tháng 1 năm 1984  | Đảng Lao động Triều Tiên | Kim Il Sung                |
| 5                           | 5  | Kang Song-san  | 1931-               | 27 tháng 1 năm 1984  | 27 tháng 1 năm 1984  | Đảng Lao động Triều Tiên | Kim Il Sung                |
| 6                           | 6  | Li Gun Mo      | 1924-               | 27 tháng 1 năm 1984  | 12 tháng 12 năm 1988 | Đảng Lao động Triều Tiên | Kim Il Sung                |
| 7                           | 7  | Yon Hyong-muk  | 1931-2005           | 12 tháng 12 năm 1988 | 11 tháng 12 năm 1992 | Đảng Lao động Triều Tiên | Kim Il Sung                |
| 8                           | —  | Kang Song-san  | 1931-               | 11 tháng 12 năm 1992 | 21 tháng 2 năm 1997  | Đảng Lao động Triều Tiên | Kim Il Sung Yang Hyong-sop |
| —                           | —  | Hong Song-nam  | 1929-2009           | 21 tháng 2 năm 1997  | 5 tháng 9 năm 1998   | Đảng Lao động Triều Tiên | Yang Hyong-sop             |
| Thủ tướng Nội các           |    |                |                     |                      |                      |                          |                            |
| 9                           | 8  | Hong Song-nam  | 1929-2009           | 5 tháng 9 năm 1998   | 3 tháng 9 năm 2003   | Đảng Lao động Triều Tiên | Kim Yong-nam               |
| 10                          | 9  | Pak Pong-ju    | 1939-               | 3 tháng 9 năm 2003   | 11 tháng 4 năm 2007  | Đảng Lao động Triều Tiên | Kim Yong-nam               |
| 11                          | 10 | Kim Yong-il    | 1944-               | 11 tháng 4 năm 2007  | 7 tháng 7 năm 2010   | Đảng Lao động Triều Tiên | Kim Yong-nam               |
| 12                          | 11 | Choe Yong-rim  | 1929-               | 7 tháng 7 năm 2010   | 1 tháng 4 năm 2013   | Đảng Lao động Triều Tiên | Kim Yong-nam               |
| 13                          | 12 | Pak Pong-ju    | 1939-               | 21 tháng 4 năm 2013  | 11 tháng 4 năm 2019  | Đảng Lao động Triều Tiên | Kim Yong-nam               |
| 14                          | 13 | Kim Jae-ryong  | ?                   | 11 tháng 4 năm 2019  | 14 tháng 8 năm 2020  | Đảng Lao động Triều Tiên | Choe Ryong-hae             |
| 14                          | 13 | Kim Tok-hun    | 1962-               | 14 tháng 8 năm 2020  | Đương nhiệm          | Đảng Lao động Triều Tiên | Choe Ryong-hae             |